# Герман Кнут
Герман Кнут (нім. Hermann Knuth; 23 січня 1904, Нюбель — 22 червня 1986, Георгсмарієнгютте) — німецький військово-морський діяч, капітан-цур-зее крігсмаріне і бундесмаріне. Кавалер Лицарського хреста Залізного хреста.

## Біографія
З серпня 1938 року — командир конвойного корабля F-10. З квітня 1940 по серпень 1942 року командував 3-ю флотилією тральщиків. В квітні 1944 року призначений командиром 1-ї охоронної дивізії і командував нею до кінця війни. Після війни служив у Федеральній прикордонній службі та бундесвері.

## Нагороди
- Залізний хрест 2-го і 1-го класу
- Німецький хрест в золоті (12 лютого 1942)
- Лицарський хрест Залізного хреста (24 вересня 1944)